# Norderbeste
El Norderbeste és un riu de l'estat alemany de Slesvig-Holstein, neix com un efluent de l'aiguamoll del Nienwohlder Moor a l'est d'Itzstedt i al sud de Seth. Aquests aiguamolls es troben a la divisòria d'aigües entre el Mar del Nord i el Mar Bàltic. En confluir 10,5 quilòmetres avall amb el Süderbeste forma el Beste que desemboca via el Trave al Mar Bàltic. Passa per Itzstedt i a Borstel s'ha creat un pantà per alimentar un molí. Després travessa Tönnigstedt i Sülfeld on vessa al llac Grabauer See. El 2008 el tram Sülfeld-Borstel va ser renaturalitzat. L'acceleració del desguàs i el drenatge de les planes d'inundació riberenques van augmenta el risc d'inundació avall, a més de destruir biòtops molt interessants. En suprimir l'adobament i en tornar a crear prats húmits —mitjançant indemnització dels riberencs— l'associació de protecció de la natura Bund für Umwelt und Naturschutz Deutschland (BUND) en col·laboració amb el Gewässerverband va obtenir resultats molt interessants.
A l'edat mitjana, entre 1526 i 1549 formava una baula essencial en la connexió aquàtica entre les ciutats hanseàtiques Hamburg i Lübeck i es va aprofitar per fer el canal Alster-Trave.

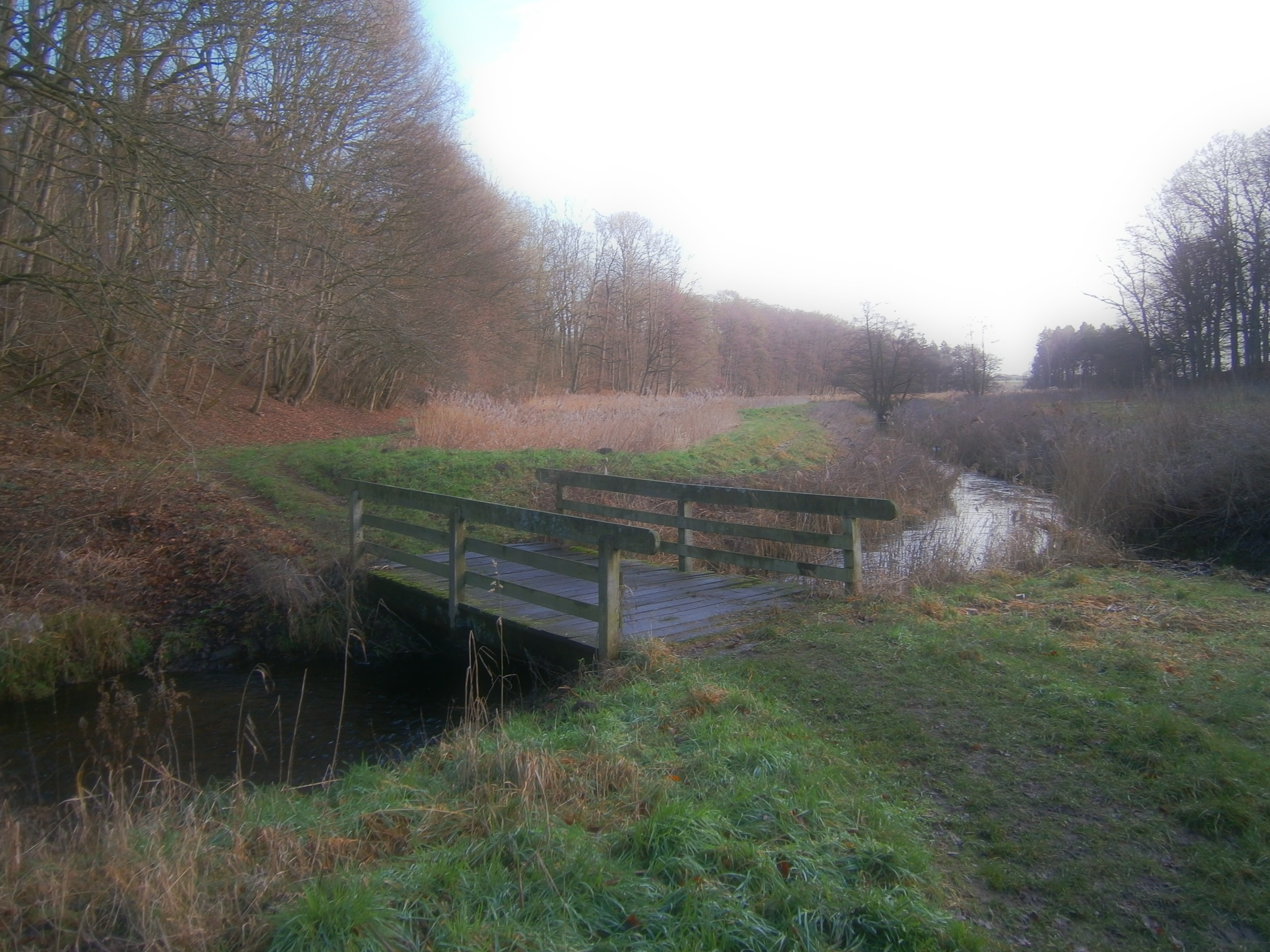
El riu a prop de Grabau

El riu i les ribes són administrats per un Gewässerverband, que reuneix els propietaris riberencs,creat als anys 1950 per rectificar i regular el curs d'aigua amb com primer objectiu el desguàs per realitzar un màxima de terra arable. Amb el temps, la missió d'aquesta associació va canviar en una gestió més natural del riu, i es va haver d'anul·lar moltes obres dels anys 1950 i 60.
Afluents
- Haisterbek[5]